# Perkins megye (Nebraska)
Perkins megye az Amerikai Egyesült Államokban, azon belül Nebraska államban található. Megyeszékhelye és legnagyobb városa Grant. Lakosainak száma 2858 fő (2020. április 1.). Perkins megye Keith, Chase, Lincoln, Hayes, Sedgwick és Phillips megyékkel határos.

## Népesség
A megye népességének változása:
| Lakosok száma | 2986 | 2955 | 2948 | 2921 | 2944 | 2858 |
|               | 2010 | 2011 | 2012 | 2013 | 2015 | 2020 |